# Wiel Hendrickx
Wilhelmus Gerardus Antonius (Wiel) Hendrickx (Heel, 3 februari 1908 – Grathem, 18 maart 1984) was een Nederlandse ruiter en ruitercoach, gespecialiseerd in de samengestelde wedstrijd (eventing). Hij nam eenmaal deel aan de Olympische Spelen, maar won hierbij geen medailles.
In 1952 deed hij mee aan de Olympische Zomerspelen in Helsinki met zijn paard Patrick. Bij de individuele wedstrijd behaalde hij op de dressuur -153,3 punten en bij de steeplechase 27 punten, maar bij de cross country werd hij gediskwalificeerd door drie weigeringen van zijn paard. Voor het team, dat verder bestond uit de broers Ernest van Loon en Max van Loon, was ook geen succes weggelegd, aangezien zijn beide teamleden om dezelfde reden eveneens gediskwalificeerd werden. 